# Agencia Española de Supervisión de la Inteligencia Artificial
La Agencia Española de Supervisión de la Inteligencia Artificial (AESIA) es un organismo público español responsable de garantizar el uso ético y seguro de la inteligencia artificial. Lo hace mediante la supervisión, la inspección, el asesoramiento, la concienciación y la formación, dirigidas a entidades públicas y privadas, con el objetivo de asegurar el cumplimiento de la normativa vigente y la protección de los derechos fundamentales de los ciudadanos.
La AESIA tiene su sede en el palacete de La Terraza, en La Coruña (Galicia). Mientras esta se reforma, actualmente se ubica provisionalmente en la Casa de Veeduría de la misma ciudad.

## Historia
Con la constitución del segundo Gobierno de Pedro Sánchez en enero de 2020, se potenciaron las áreas relativas a las nuevas tecnologías que, desde 2018, estaban encuadradas en el Ministerio de Economía. Así, en 2020 se creó la Secretaría de Estado de Digitalización e Inteligencia Artificial (SEDIA). Desde este órgano superior, se desarrolló la Estrategia Nacional de Inteligencia Artificial (2020), que ya preveía actuaciones en relación con la gobernanza de la inteligencia artificial y las normas éticas que debían regir su uso. Este proyecto también se incluyó dentro del Plan de Recuperación, Transformación y Resiliencia (2021).
Durante el año 2021, el Gobierno desveló que estas ideas las encauzaría a través de una nueva agencia estatal, y los Presupuestos Generales del Estado del ejercicio 2022 autorizaron su creación y destinaron cinco millones de euros para su desarrollo.
El 22 de agosto de 2023, el Gobierno de España aprobó los Estatutos de la AESIA, que fueron publicados el 2 de septiembre. Con ello, España se convirtió en el primer país de la Unión Europea con un organismo destinado a la supervisión de la inteligencia artificial, adelantándose a la entrada en vigor del futuro Reglamento Europeo sobre Inteligencia Artificial, que establece la necesidad de que los Estados miembros cuenten con una autoridad supervisora en esta materia.

### Selección de la sede y la dirección
El Consejo de Ministros, en su reunión del 13 de septiembre de 2022, inició el proceso para la elección de sede de la AESIA. Dieciséis provincias españolas presentaron candidatura, decantándose el Gobierno por la de La Coruña, que propuso el edificio de La Terraza como sede. Granada, una de las ciudades candidatas, presentó un recurso ante el Tribunal Supremo a principios de 2023, el cual fue desestimado a finales de ese año al considerar el Alto Tribunal que el Gobierno motivó adecuadamente su decisión, por lo que no apreció vulneración de derechos.
Posteriormente, una vez que el organismo estuvo plenamente integrado en el recién creado Ministerio para la Transformación Digital y de la Función Pública, el 8 de abril de 2024 se inició el procedimiento público para elegir a su primer director.
El 12 de junio de 2024 fue nombrado como director general de la AESIA, Ignasi Belda, ingeniero informático, doctor en Inteligencia Artificial y en Derecho de la Tecnología; anterior director general del Parque Científico de Barcelona.

## Estructura
La Agencia se estructura como sigue:
- La Presidencia. La presidencia es ejercida por la persona titular de la Secretaría de Estado de Digitalización e Inteligencia Artificial.
- El Consejo Rector. Es el órgano colegiado de gobierno de la Agencia, formado por el presidente y el director de la misma, así como por representantes de los ministerios de Transformación Digital, de Hacienda, y de Industria. También, habrá un vocal experto en la materia, nombrado a propuesta del Consejo Asesor de Inteligencia Artificial y de la Comisión Permanente de Digitalización de la Economía, la Administración y la Ciudadanía.
- La Dirección. Su titular, con rango de director general, es el órgano ejecutivo de la Agencia, del cual dependen el resto de órganos administrativos.
  - Organigrama ASIA.La Subdirección de Informes e Infraestructuras de Prueba.
    - El Departamento de Innovación de Sistemas de Inteligencia Artificial.
    - El Departamento de Sistemas de Inteligencia Artificial orientados a las Administraciones Públicas.

  - La Subdirección de Certificación, Evaluación de Tendencias, Coordinación y Formación en Inteligencia Artificial.
    - El Departamento de Certificación, Instrucción y Supervisión.
    - El Departamento de Instrumentalización de los Mecanismos de Identificación de Tendencias y Evaluación del Impacto Social en Materia de Inteligencia Artificial.
    - El Departamento de Alineamiento y Coordinación con Iniciativas de Terceros Relacionadas con la Aplicación de los Sistemas de Inteligencia Artificial.
    - El Departamento de Sensibilización, Formación, Difusión, Promoción y Concienciación.

  - La Secretaría General. Es responsable de la gestión y dirección administrativa de los recursos humanos, económicos, financieros, informáticos, logísticos y materiales.
    - La División de Recursos Humanos.
    - La División de Gestión Económica y Presupuestaria.
    - La División Jurídica y Relaciones Institucionales.
    - La División de Asuntos Generales.

Asimismo, para asegurar el correcto funcionamiento de la Agencia, existe una Comisión de Control que recaba información, supervisa la actuación del organismo y transmite sus conclusiones al Consejo Rector.

## Sede
La AESIA tiene como sede el edificio La Terraza, proyectado en 1920 por Antonio de Mesa y muy alterado en 1922 por el director de obra, el arquitecto Pedro Mariño. La Terraza sustituye a un edificio anterior, la antigua Terraza, proyectada por Antonio López en estilo modernista y que se trasladaría a Sada en 1921 donde aún se conserva.

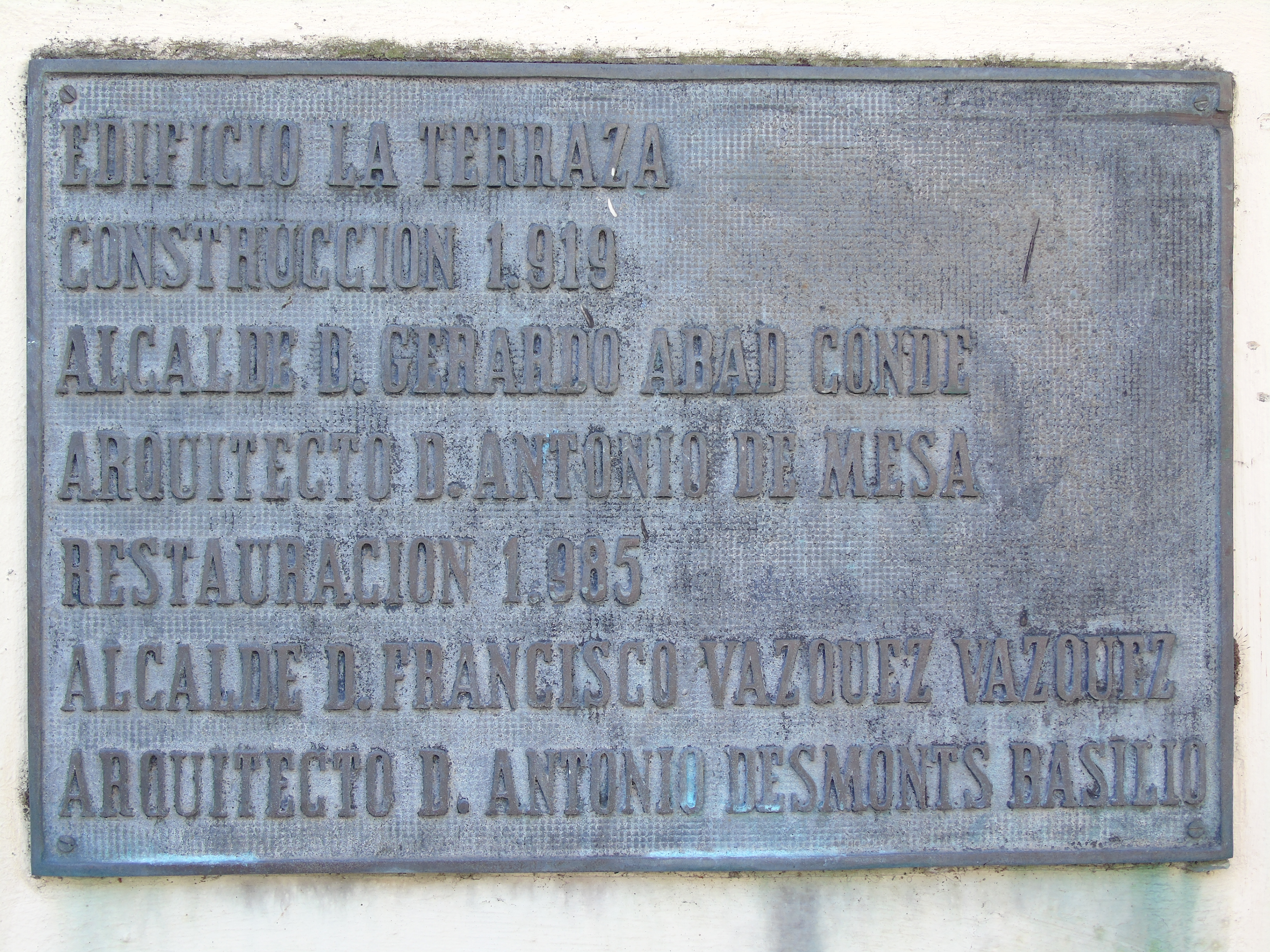
Placa conmemorativa del Edificio La Terraza.

Estos pabellones tienen su origen como teatros de variedades, cinematógrafos y cafés situados entre el mar y el principal espacio público de la ciudad a principios de siglo, el Relleno. Los primeros serían el Salón Cinema Coruña y el Pabellón Lino. Concebido inicialmente como un suntuoso espacio de recreo, dotado de cafetería y restaurante, cine y salones de juego, baile y conciertos. Era un punto de reunión de la sociedad coruñesa y centro de operaciones de sociedades, entre las que se incluía el RC Deportivo de La Coruña. También albergó una sede de la compañía Goldwyn-Mayer.
Este uso como centro de ocio se vio trucado por la llegada de la Guerra civil española. El inmueble sufrió desperfectos por la acción de artefactos explosivos y también fue punto de atrincheramiento de los republicanos durante un tiempo. Finalmente, los mandos militares franquistas se hicieron con el control de la planta baja, en la que se instaló el colegio Dequidt, y la planta superior fue para Radio Nacional de España. Durante la dictadura fue perdiendo su utilidad como lugar de ocio y terminó siendo traspasado a la Falange, que lo utilizó para su organización juvenil, el Frente de Juventudes.
A principios de los años 80 el edificio volvió a tener titularidad municipal y en 1985 se inauguró la nueva sede de Radio Televisión Española (RTVE) en Galicia.